# Thaumastochilus martini
Thaumastochilus martini är en spindelart som beskrevs av Simon 1897. Thaumastochilus martini ingår i släktet Thaumastochilus och familjen Zodariidae. Inga underarter finns listade i Catalogue of Life.